# Dragsdahl-sagen
Dragsdahl-sagen startede som et civilt injuriesøgsmål anlagt af journalisten Jørgen Dragsdahl mod professor emeritus Bent Jensen og Morgenavisen Jyllands-Posten i 2007. Baggrunden var, at Jensen i januar 2007 i Jyllands-Posten havde skrevet en artikel, der omhandlede Dragsdahls kontakter til den sovjetiske efterretningstjeneste KGB under den kolde krig. Sagen blev i 2010 behandlet ved byretten i Svendborg, hvor Jyllands-Posten blev frikendt, men Bent Jensen dømt. Jensen ankede dommen, der blev behandlet i Østre Landsret i 2013, hvor Jensen blev frifundet. Den 29. januar 2014 gav Procesbevillingsnævnet Dragsdahl tilladelse til at få sagen prøvet i Højesteret. Højesteret afsagde dom den 3. juni 2015, hvorved Bent Jensen blev idømt 10 dagbøder á 1.000 kr. som skyldig i injurier. Endvidere skulle han erlægge en godtgørelse på 100.000 kroner for tort og 502.700 kroner for sagsomkostninger i byret og landsret til Jørgen Dragsdahl. Bent Jensen indklagede efterfølgende Højesterets afgørelse for Den Europæiske Menneskerettighedsdomstol. I maj 2018 kunne Information berette, at Menneskerettighedsdomstolen i februar samme år havde besluttet ikke at realitetsbehandle sagen.

## Baggrund
I en kronik bragt i Jyllands-Posten 14. januar 2007 skrev Bent Jensen med henvisning til PET-dokumenter, at journalisten Jørgen Dragsdahl havde været KGB-agent under den kolde krig: "Dragsdahl var altså ifølge både KGB og PET KGB-agent," skrev Bent Jensen.

## Sagen i byretten
Sagen blev behandlet af byretten i Svendborg i maj 2010. Bent Jensen og Jyllands-Posten var repræsenteret af Ole Ravnsbo, Dragsdahl af Henrik Holm-Nielsen. I sagen deltog tre dommere.
Der faldt dom d. 2 juli 2010. En række udsagn blev kendt ubeføjede. Bent Jensen blev idømt at betale 200.000 kr. i godtgørelse til Jørgen Dragsdahl samt 40.000 kr. i bøde og herudover 309.277,70 kr i sagsomkostninger til Dragsdahl. De fire medsagsøgte journalister blev frifundet og Jørgen Dragsdahl blev idømt at betale 50.000 kr. til sagsomkostninger til disse.

## Sagen i landsretten
Bent Jensen ankede sagen til Østre Landsret som behandlede sagen i oktober 2013. Bent Jensen var repræsenteret af advokat Karoly Németh, mens Jørgen Dragsdahl var repræsenteret af Henrik Holm-Nielsen.
Østre Landsret slog i sin dom af 25. oktober 2013 fast, at Den Kolde Krig og danske statsborgeres forhold til fremmede efterretningstjenester er et emne af stor samfundsmæssig interesse, som befolkningen har ret til at blive informeret om, og at Bent Jensens artikler skal ses på denne baggrund. Landsretten slog videre fast, at Dragsdahl som en kendt journalist og debattør må ”tåle kritik af sine holdninger og vurderinger, ligesom han må tåle at være genstand for kritisk omtale og vurdering.” 
Landsretten slog i sin dom videre fast, at Dragsdahl aldrig havde været sigtet for overtrædelse af straffelovens spionparagraffer, og at Bent Jensen aldrig havde påstået noget sådant eller på anden vis beskyldt Dragsdahl for at have begået noget strafbart, men blot havde citeret PET’s opfattelser.
Videre hedder det i dommen, at Dragsdahl i en række PET-dokumenter er omtalt som ”agent of influence”, ”agent”, ”egentlig KGB-agent”, ”påvirkningsagent” og at Dragsdahl blev tildelt dæknavne. Det bemærkes også, at Dragsdahl i det kompendium, som i 1985 blev overgivet Regeringens Sikkerhedsudvalg var omtalt som agent og at der blev henvist til ham som ”agenten”. På den baggrund konkluderede landsretten at ”Efter en samlet vurdering af de fremlagte PET-dokumenter finder landsretten, at Bent Jensen har været berettiget til at antage, at indholdet af PET-dokumenterne gav udtryk for PET's opfattelse og ikke blot var udtryk for den enkelte medarbejders vurdering.” Retten gav således Bent Jensen medhold i, at det var PET’s institutionelle opfattelse, at Jørgen Dragsdahl var KGB-agent.
Landsretten konkluderede på den baggrund, at selv om en lang række af Bent Jensens udsagn om Dragsdahl i sig selv var ærekrænkende, så havde Jensen faktuelt grundlag, da han skrev sin artikel, fordi PET anså Dragsdahl for at være agent. Tilsvarende fandt landsretten, at Bent Jensen havde haft faktuelt grundlag for sine udsagn om, at Dragsdahl havde bedrevet desinformation.
På denne baggrund frifandt en enig landsret Bent Jensen, og dømte Jørgen Dragsdahl til at betale sagsomkostninger på 600.000 kroner inden 14. dage.

## Sagen i Højesteret
Den 29. januar 2014 meddelte procesbevillingsnævnet Dragsdahl bevilling til at anke sagen til Højesteret. Den 20. februar indgav Dragsdahl ankestævning. Begge parter havde fået meddelt fri proces for Højesteret.
Dragsdahl var repræsenteret ved René Offersen
og Bent Jensen ved Karoly Németh.
Den 16. januar 2015 afslog Højesteret ved kendelse en begæring om at pålægge PET at udlevere en række klassificerede dokumenter til brug for Bent Jensens forsvar. Tidligere PET-chef Ole Stig Andersen blev genafhørt for Højesteret d. 22. Januar 2015.
Sagen blev hovedforhandlet den 18. og 19. maj 2015, og der faldt dom 3. juni. Højesterets afgørelse var, at Bent Jensen blev idømt 10 dagbøder á 1.000 kr. som skyldig i injurier. Han skal endvidere betale en godtgørelse på 100.000 kroner for tort og 502.700 kroner for sagsomkostninger i byret og landsret til Jørgen Dragsdahl. I præmisserne for dommen fastslog Højesterets flertal ( med 5 stemmer mod 2), "at en række af udtalelserne indeholdt beskyldninger om, at Jørgen Dragsdahl havde været KGB-agent, og at PET havde anset Jørgen Dragsdahl for at være KGB-agent. Disse udtalelser var udtryk for ærekrænkende sigtelser om, at Jørgen Dragsdahl har begået et strafbart forhold." Højesteret fandt dog, at der var grundlag for at påstå, at Dragsdahl ifølge PET's optegnelser var en agent for KGB, men at dette skulle have været ledsaget af en eksplicit kommentar om, at agentvirksomheden ikke blev vurderet som værende strafbar.
Ved bedømmelsen af, om det havde været berettiget at fremsætte udtalelserne, blev der lagt vægt på:
"at Bent Jensen havde fået særlig adgang til materiale fra Politiets Efterretningstjeneste med henblik på generel forskning i Den Kolde Krigs historie, mens Jørgen Dragsdahl ikke havde denne adgang, og at Jørgen Dragsdahl derfor havde begrænsede muligheder for at imødegå Bent Jensens beskyldninger." 
I nogle af anklagepunkterne mod Bent Jensen frikendte Højesteret dog denne for æreskrænkelse. På spørgsmålet om, hvorvidt Dragsdahl havde udøvet "desinformation" i sine artikler i Information, fandt retten således, at (der) "ud fra hensynet til ytringsfriheden gælder (...) vide rammer for sådanne udsagn, og vi tiltræder landsrettens bedømmelse, hvorefter Bent Jensens kritik ikke var uden faktuelt grundlag." Det var således indenfor lovens rammer at skrive, at Dragsdahl gik en fremmed magts ærinde ved at misinformere offentligheden, idet de fremlagte dokumenter dannede et tilstrækkeligt faktuelt grundlag til at Bent Jensen kunne hævde sådan. Jensen blev også frikendt for et udsagn om, at Dragsdahl havde afholdt konspiratoriske møder i både Danmark og tredjelande med KGB-personer, idet Højesteret enstemmigt fandt at Bent Jensen havde et faktuelt grundlag for at påstå dette.
Et mindretal på to dommere dissentierede, idet de ville have frifundet Bent Jensen for samtlige punkter. De fandt, at Bent Jensens udtryk ”agent” i den konkrete sammenhæng måtte forstås således, at Jørgen Dragsdahl ifølge PET "var en indflydelsesagent, der hemmeligt ydede KGB bistand til at udbrede Sovjetunionens synspunkter i Danmark" og fandt at denne opfattelse var retvisende, bl.a. på baggrund af Ole Stig Andersens forklaring.
Efter dommen oplyste Bent Jensens advokat, at han på sin klients vegne ville overveje at indbringe sagen for Menneskerettighedsdomstolen. Dagen efter bekræftede Bent Jensen overfor Berlingske, at han ville føre sagen videre. I maj 2018 kunne Information berette, at Menneskerettighedsdomstolen i februar samme år havde besluttet ikke at realitetsbehandle sagen.